# Pangio lumbriciformis
Pangio lumbriciformis és una espècie de peix de la família dels cobítids i de l'ordre dels cipriniformes.

## Morfologia
- Els mascles poden assolir 5,2 cm de llargària total.
- Nombre de vèrtebres: 54-56.[4]

## Hàbitat
Viu en zones de clima tropical.

## Distribució geogràfica
Es troba al nord de Myanmar.